# Дейвис, Расселл Ти
Сти́вен Ра́сселл Де́йвис (англ. Stephen Russell Davies; род. 27 апреля 1963, Суонси, Уэльс), известный как Ра́сселл Ти Де́йвис (англ. Russell T Davies) — валлийский сценарист и телевизионный продюсер, получивший наибольшее признание как шоураннер британского научно-фантастического сериала «Доктор Кто» в 2005—2010 годах, который возродил сериал спустя шестнадцать лет после его закрытия в 1989 году и создал его спин-оффы «Торчвуд» и «Приключения Сары Джейн».
Среди других известных работ Дейвиса — создание, продюсирование и написание сценариев к сериалам «Близкие друзья», «Казанова», «Огурец», «Чрезвычайно английский скандал», «Годы» и «Это грех».
В 2008 году был удостоен звания офицера ордена Британской империи за заслуги в сфере драматического искусства.

## Биография
Дейвис родился 27 апреля 1963 года в городе Суонси в Уэльсе, Великобритания в семье учителей Вивиана (1925—2015) и Барбары (1929—1999) и рос с двумя сёстрами. В юности Дейвис хорошо рисовал и мечтал стать профессиональным художником комиксов, пока учителя не уговорили его отказаться от этой идеи из-за его врождённого частичного дальтонизма.
В 1981 году он поступил в оксфордский Вустер-колледж, где изучал английскую литературу.

## Карьера
В 1985 году Дейвис начал работать в отделе ВВС, отвечающем за производство телепередач для детей. За время работы ему довелось попробовать себя в разных должностях, дебютировать в качестве сценариста и выступить создателем двух сериалов — «Чёрный сезон» (1991) и «Сенчури-Фоллс» (1993). Позже он перешёл в телекомпанию Granada Television, а в 1994 года начал писать сценарии и для взрослой аудитории. В его ранних проектах часто затрагивались темы религии («Второе пришествие») и сексуальности («Близкие друзья», «Боб и Роуз»). В 2005 году из-под его пера вышел мини-сериал «Казанова» с Дэвидом Теннантом в роли всемирно известного итальянского авантюриста и покорителя женских сердец Джакомо Казановы, после чего Дейвис сосредоточился преимущественно на фантастических сюжетах («Доктор Кто», «Торчвуд»).
В 2015 году состоялась премьера трилогии Дейвиса о жизни ЛГБТ-сообщества, в которую вошла комедийная драма «Огурец» о жизни мужчины средних лет из Манчестера, антология «Банан» о второстепенных, более молодых героях «Огурца» и документальный веб-сериал «Тофу». Спустя год Дейвис представил на телеканале BBC One экранизацию пьесы Уильяма Шекспира «Сон в летнюю ночь».
В 2018 вышел его мини-сериал «Чрезвычайно английский скандал» о политическом скандале с участием лидера Либеральной партии Великобритании Джереми Торпа (Хью Грант), обвинённого в сговоре с целью убийства его бывшего возлюбленного Нормана Скотта (Бен Уишоу). Роль Скотта принесла Уишоу премии «Эмми», «Золотой глобус», «Выбор телевизионных критиков» и BAFTA. Ещё один мини-сериал Дейвиса, антиутопия «Годы», был представлен публике в 2019 году. Сериал осветил пятнадцать лет жизни обычной английской семьи Лайонсов в условиях экономической нестабильности, политических волнений и технологических преобразований. Эмма Томпсон исполнила в сериале роль эпатажного премьер-министра Великобритании Вивьен Рук. В 2021 году состоялась премьера мини-сериала «Это грех», рассказывающего о группе друзей, переживающих молодость на фоне эпидемии СПИДа в Лондоне 1980-х годов.
На момент 2022 года все мини-сериалы, созданные Дейвисом с 2015 года, получили восторженные отзывы от критиков и зрителей. На интернет-агрегаторе Rotten Tomatoes его проекты сохраняют рейтинги одобрения от 89 до 100 %.

### Работа над сериалом «Доктор Кто»

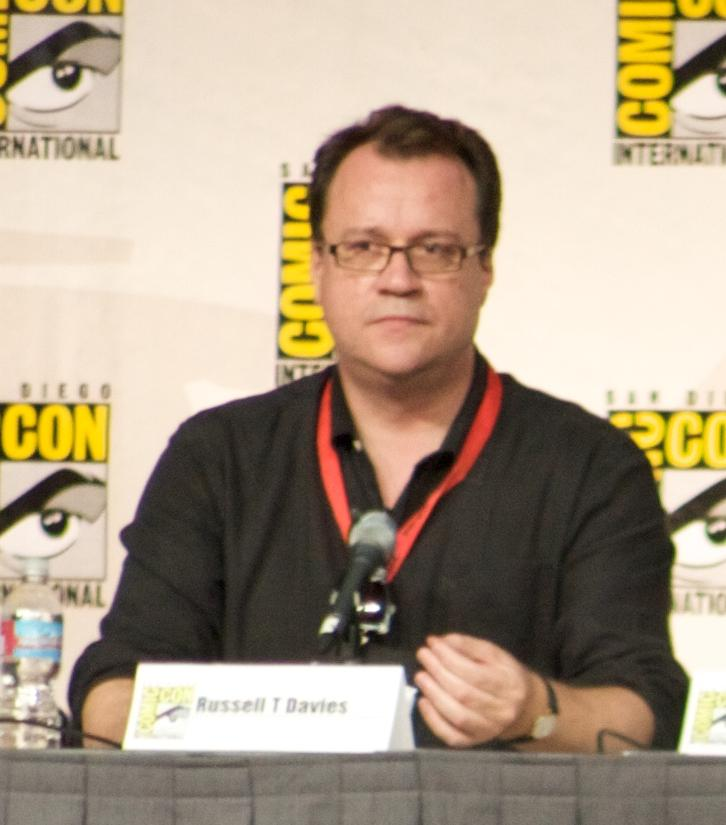
Дейвис представляет «Доктора Кто» на конвенции в Сан-Диего в июле 2009 года.

Дейвис с раннего детства был поклонником сериала «Доктор Кто». Одним из его ранних воспоминаний в возрасте трёх лет — просмотр серии «Десятая планета», в которой впервые была показана регенерация Доктора. В 1996 году он написал книгу «Повреждённые товары» с Седьмым Доктором для серии «Новые приключения» от издательства Virgin Books.
26 марта 2005 года, после 16-летнего перерыва, на канале BBC One вышла дебютная серия новой версии сериала с Дейвисом в качестве ведущего сценариста и исполнительного продюсера и Кристофером Экклстоном (ранее снимавшимся в сериале Дейвиса «Второе пришествие») в роли Девятого Доктора. Сериал стал прямым продолжением классических сезонов 1963—1989 годов, однако под руководством Дейвиса его формат изменился и стал более динамичным. Вместо серий, которые состояли из четырёх-шести 25-минутных эпизодов, каждая история обновлённого сериала, как правило, стала укладывалась в одну 45-минутную серию. Кроме того, Дейвис организовал производство возрождённого «Доктора Кто» в родном Уэльсе, что впоследствии привело к масштабному развитию местной телевизионной индустрии. Он также намеренно включал валлийские достопримечательности в сюжеты серий, что обеспечило приток туристов и внесло большой вклад в экономику региона.
В специальном выпуске «Рождественское вторжение» (2005), начавшем традицию ежегодного показа рождественских серий, роль Доктора перешла к Дэвиду Теннанту. Теннант продолжил играть героя на протяжении последующих трёх сезонов — вплоть до второй части спецвыпуска «Конец времени», вышедшей 1 января 2010 года и ставшей для Дейвиса последней серией в качестве шоураннера сериала. В период работы над четырьмя сезонами Дейвис написал 31 серию и три мини-эпизода, а также выступил создателем двух спин-оффов сериала — «Торчвуд» (2006—2011) и «Приключения Сары Джейн» (2007—2011). В отличие от ориентированного на семейный просмотр «Доктора Кто», «Приключения Сары Джейн» позиционировались как сериал для детей и подростков, в то время как «Торчвуд» был рассчитан на более взрослую аудиторию.
В сентябре 2008 года издательство BBC Books выпустило книгу «Доктор Кто: Повесть писателя» (англ. Doctor Who: The Writer's Tale), которая была основана на электронной переписке между Дейвисом и журналистом Бенджамином Куком и подробно рассказывала о процессе написания сценариев и съёмок серий четвёртого сезона.
24 сентября 2021 года BBC объявила о том, что Дейвис вернётся в сериал «Доктор Кто» в качестве шоураннера, сменив на этой должности Криса Чибнелла, для создания трёх спецвыпусков, приуроченных к шестидесятилетию сериала. В дальнейшем планируется как минимум два сезона сериала под его руководством.

## Личная жизнь
Дейвис — открытый гей и с 1999 года состоял в отношениях с Эндрю Смитом, сотрудником таможни, вплоть до его смерти в 2018 году. Они заключили брак 1 декабря 2012 года, после того как Смиту был поставлен диагноз опухоли головного мозга с вероятностью выздоровления лишь в 3 %.

## Избранная фильмография

### Сценарист и продюсер
| Год                    | Название                       | Оригинальное название     | Сценарист     | Продюсер        | Примечания                                        |
| ---------------------- | ------------------------------ | ------------------------- | ------------- | --------------- | ------------------------------------------------- |
| 1999—2000              | Близкие друзья                 | Queer as Folk             | Да            | Да              |                                                   |
| 2001                   | Боб и Роуз                     | Bob & Rose                | Да            | Да              |                                                   |
| 2003                   | Второе пришествие              | The Second Coming         | Да            | Да              |                                                   |
| 2005                   | Казанова                       | Casanova                  | Да            | Да              |                                                   |
| 2006—2011              | Торчвуд                        | Torchwood                 | Да (6 серий)  | Да              | Камео в роли радиорепортёра в серии «Собрание»    |
| 2007—2011              | Приключения Сары Джейн         | The Sarah Jane Adventures | Да (2 серии)  | Да              |                                                   |
| 2012—2013              | Волшебники против пришельцев   | Wizards vs Aliens         | Да (1 серия)  | Да (сезоны 1—2) |                                                   |
| 2015                   | Огурец                         | Cucumber                  | Да            | Да              | Действие разворачивается в одном вымышленном мире |
| 2015                   | Банан                          | Banana                    | Да (3 серии)  | Да              | Действие разворачивается в одном вымышленном мире |
| 2015                   | Тофу                           | Tofu                      | Нет           | Да              | Документальный веб-сериал                         |
| 2016                   | Сон в летнюю ночь              | A Midsummer Night’s Dream | Да            | Да              | Телевизионный фильм по пьесе Уильяма Шекспира     |
| 2018                   | Чрезвычайно английский скандал | A Very English Scandal    | Да            | Да              | Экранизация одноимённой книги Джона Престона      |
| 2019                   | Годы                           | Years and Years           | Да            | Да              |                                                   |
| 2021                   | Это грех                       | It’s a Sin                | Да            | Да              |                                                   |
| 2023                   | Нолли                          | Nolly                     | Да            | Да              |                                                   |
| 2005—2010 2023 — н. в. | Доктор Кто                     | Doctor Who                | Да (31 серия) | Да              | шоураннер                                         |

### Сценарии «Доктора Кто» и его спин-оффов
| Год       | Сериал                 | Серия                                                             |
| --------- | ---------------------- | ----------------------------------------------------------------- |
| 2005      | Доктор Кто             | «Роза»                                                            |
| 2005      | Доктор Кто             | «Конец света»                                                     |
| 2005      | Доктор Кто             | «Пришельцы в Лондоне» / «Третья мировая война»                    |
| 2005      | Доктор Кто             | «Долгая игра»                                                     |
| 2005      | Доктор Кто             | «Городской бум»                                                   |
| 2005      | Доктор Кто             | «Плохой волк» / «Пути расходятся»                                 |
| 2005      | Доктор Кто             | «Рождественское вторжение»                                        |
| 2006      | Доктор Кто             | «Новая Земля»                                                     |
| 2006      | Доктор Кто             | «Клык и коготь»                                                   |
| 2006      | Доктор Кто             | «Любовь и монстры»                                                |
| 2006      | Доктор Кто             | «Армия призраков» / «Судный день»                                 |
| 2006      | Торчвуд                | «Всё меняется»                                                    |
| 2006      | Доктор Кто             | «Сбежавшая невеста»                                               |
| 2007      | Приключения Сары Джейн | «Вторжение Бэйнов» (совместно с Гаретом Робертсом)                |
| 2007      | Доктор Кто             | «Смит и Джонс»                                                    |
| 2007      | Доктор Кто             | «Пробка»                                                          |
| 2007      | Доктор Кто             | «Утопия» / «Барабанная дробь» / «Последний повелитель времени»    |
| 2007      | Доктор Кто             | «Путешествие проклятых»                                           |
| 2008      | Доктор Кто             | «Соучастники»                                                     |
| 2008      | Доктор Кто             | «Полночь»                                                         |
| 2008      | Доктор Кто             | «Поверни налево»                                                  |
| 2008      | Доктор Кто             | «Украденная Земля» / «Конец путешествия»                          |
| 2008      | Доктор Кто             | «Следующий Доктор»                                                |
| 2009      | Доктор Кто             | «Планета мёртвых» (совместно с Гаретом Робертсом)                 |
| 2009      | Торчвуд: Дети Земли    | «День первый»                                                     |
| 2009      | Торчвуд: Дети Земли    | «День третий» (совместно с Джеймсом Мораном)                      |
| 2009      | Торчвуд: Дети Земли    | «День пятый»                                                      |
| 2009      | Доктор Кто             | «Воды Марса» (совместно с Филом Фордом)                           |
| 2009—2010 | Доктор Кто             | «Конец времени»                                                   |
| 2010      | Приключения Сары Джейн | «Смерть Доктора»                                                  |
| 2011      | Торчвуд: День Чуда     | «Новый мир»                                                       |
| 2011      | Торчвуд: День Чуда     | «Линия крови» (совместно с Джейн Эспенсон)                        |
| 2023      | Доктор Кто             | «Звёздный зверь» (на основе истории Пата Миллса и Дэйва Гиббонса) |
| 2023      | Доктор Кто             | «Дикая синяя даль»                                                |
| 2023      | Доктор Кто             | «Смешок»                                                          |
| 2023      | Доктор Кто             | «Церковь на Руби-роуд»                                            |
| 2024      | Доктор Кто             | «Космические малыши»                                              |
| 2024      | Доктор Кто             | «Дьявольский аккорд»                                              |
| 2024      | Доктор Кто             | «73 ярда»                                                         |
| 2024      | Доктор Кто             | «Точка и пузырь»                                                  |
| 2024      | Доктор Кто             | «Легенда о Руби Сандей» / «Империя смерти»                        |